# Templo romano de Vic

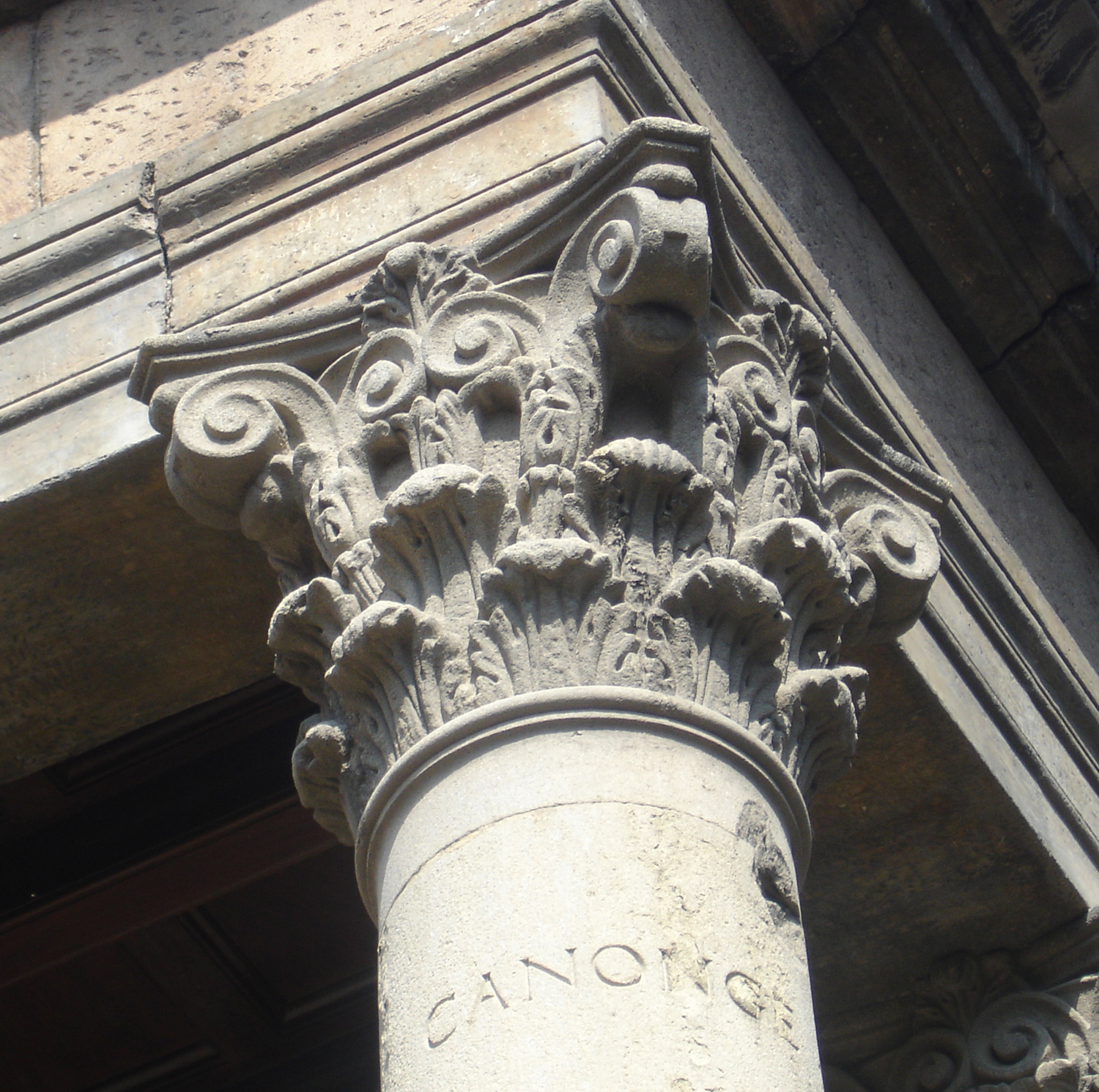
Capitel corintio.

El templo romano de Vic está situado en la zona alta de la ciudad de Vic, en la calle Padre Xifré, en el corazón de Osona, Cataluña (España).

## Historia
El edificio se construyó a principios del siglo II, época dorada del Imperio romano. Los templos eran una pieza básica de toda ciudad romana, aun así, se desconocía el paradero de este en concreto hasta la tardía fecha de 1882. En el siglo XI, el templo fue cubierto literalmente por la estructura del Castillo de los Moncada, más tarde se convirtió en la residencia de los Veguers y finalmente, en la prisión de Vic. No fue hasta 1882, durante los procedimientos de derribo del viejo castillo, cuando los obreros avistaron con asombro un capitel corintio.

## Arquitectura

Plano del templo.

A pesar de las múltiples utilidades que tuvo el lugar, el estado del templo es sobresaliente. El pórtico columnado se eleva sobre el podio, donde se accede por una escalinata frontal. Las columnas son lisas, con los capiteles y el entablamento corintios coronando la cella. El edificio es una reconstrucción historicista del siglo XIX, idealizada en el modelo de los dos únicos restos que quedaban del original: un capitel corintio y un fuste de columna, así como las paredes de la cella que sobrevivieron formando parte del antiguo palacio de los Montcada.

## Referencias

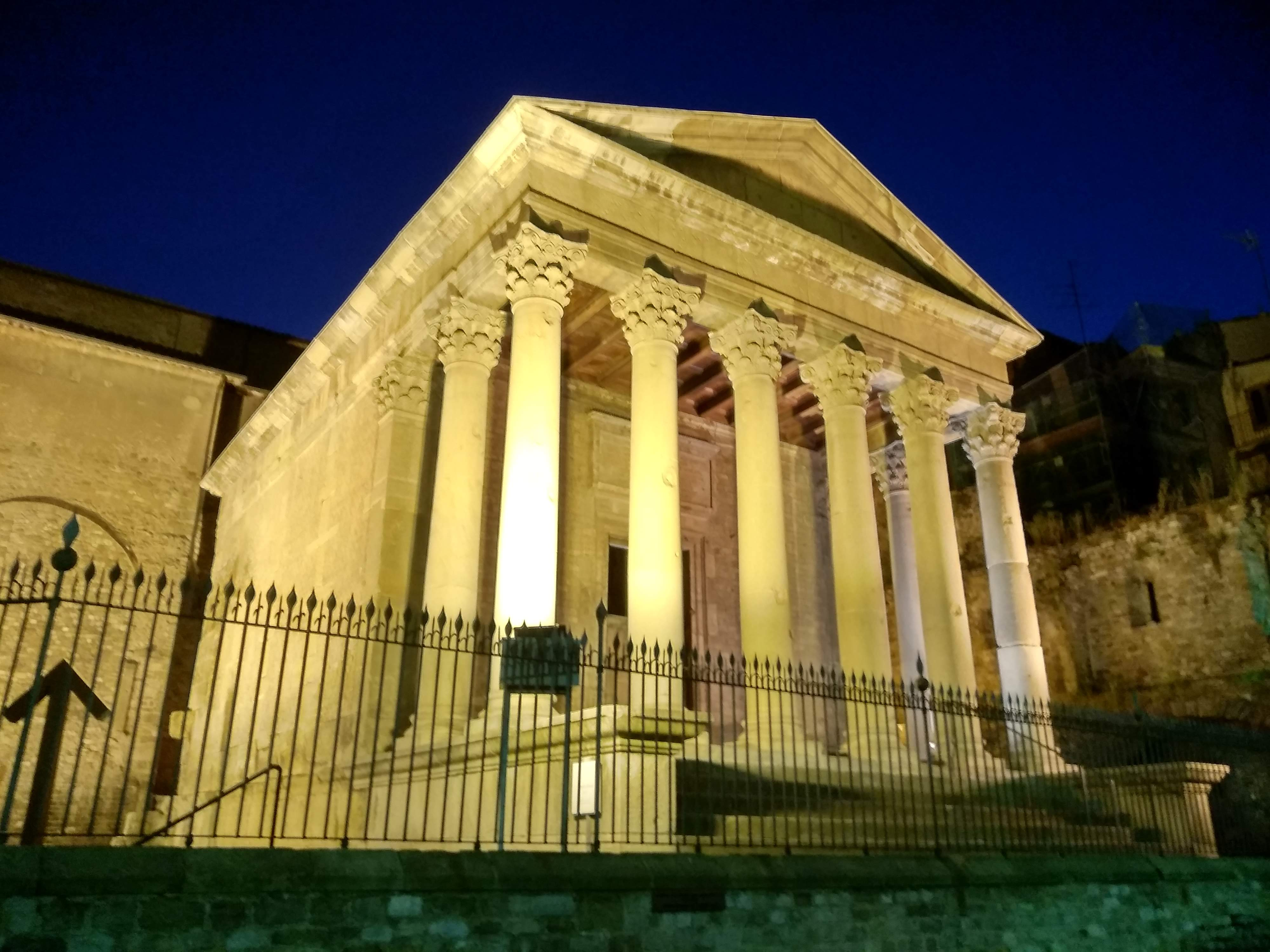
El templo romano, de noche